# Meleonoma
Meleonoma is een geslacht van vlinders uit de familie prachtmotten (Cosmopterigidae).

## Soorten
- Meleonoma acutata Wang & Zhu, 2020
- Meleonoma annulignatha Wang & Zhu, 2020
- Meleonoma artivalva Wang & Zhu, 2020
- Meleonoma basiprocessa Wang & Zhu, 2020
- Meleonoma bicornea Wang & Zhu, 2020
- Meleonoma bidigitata Wang & Zhu, 2020
- Meleonoma circinans Wang & Zhu, 2020
- Meleonoma compacta Wang & Zhu, 2020
- Meleonoma cuneata Wang & Zhu, 2020
- Meleonoma forcipata Wang & Zhu, 2020
- Meleonoma ledongensis Wang & Zhu, 2020
- Meleonoma longihamata Wang & Zhu, 2020
- Meleonoma mecobursoides Wang & Zhu, 2020
- Meleonoma microdonta Wang & Zhu, 2020
- Meleonoma papillisetosa Wang & Zhu, 2020
- Meleonoma parallela Wang & Zhu, 2020
- Meleonoma recticostata Wang & Zhu, 2020
- Meleonoma segregnatha Wang & Zhu, 2020
- Meleonoma sinuicosta Wang & Zhu, 2020
- Meleonoma taeniophylla Wang & Zhu, 2020
- Meleonoma taiwanensisWang & Zhu, 2020
- Meleonoma anisodonta
- Meleonoma apicicurvata
- Meleonoma apicirectangula
- Meleonoma apicispinata
- Meleonoma aridula (Meyrick, 1910)
- Meleonoma basanista Meyrick, 1922
- Meleonoma bicuspidata
- Meleonoma bidentata
- Meleonoma bilobata
- Meleonoma capnodyta (Meyrick, 1906)
- Meleonoma catenata
- Meleonoma conica
- Meleonoma crocomitra (Meyrick, 1914)
- Meleonoma diehlella Viette, 1955
- Meleonoma dierli
- Meleonoma dilativalva
- Meleonoma dorsibacilliformis
- Meleonoma dorsolobulata
- Meleonoma echinata
- Meleonoma elongata
- Meleonoma facialis
- Meleonoma facunda
- Meleonoma flavifasciana
- Meleonoma flavilineata Kitajima & Sakamaki, 2019
- Meleonoma flavimaculata Kitajima & Sakamaki, 2019
- Meleonoma foliata
- Meleonoma foliiformis
- Meleonoma fornicalis
- Meleonoma hainanensis
- Meleonoma heterota Meyrick, 1914
- Meleonoma implexa Meyrick, 1918
- Meleonoma impulsa Meyrick, 1934
- Meleonoma japonica Kitajima & Sakamaki, 2019
- Meleonoma jubingella
- Meleonoma lanceolata
- Meleonoma latiunca
- Meleonoma linearis
- Meleonoma longaedeaga
- Meleonoma longiprocessa
- Meleonoma lunulata
- Meleonoma magnidentata
- Meleonoma malacobyrsa
- Meleonoma malacognatha
- Meleonoma margisclerotica
- Meleonoma meyricki
- Meleonoma montana
- Meleonoma nepalella
- Meleonoma nephospora   Meyrick, 1930
- Meleonoma ornithorrhyncha
- Meleonoma papillata
- Meleonoma pardalias  Meyrick, 1931
- Meleonoma parilis
- Meleonoma parvissima
- Meleonoma pectinalis
- Meleonoma peditata
- Meleonoma petrota   Meyrick, 1914
- Meleonoma plicata
- Meleonoma polychaeta
- Meleonoma projecta
- Meleonoma psammota   Meyrick, 1915
- Meleonoma puncticulata
- Meleonoma quadritaeniata
- Meleonoma robustispina
- Meleonoma rostellata
- Meleonoma rugulosa
- Meleonoma scalprata
- Meleonoma segregacantha
- Meleonoma stomota  (Meyrick, 1910)
- Meleonoma taeniata
- Meleonoma tamraensis
- Meleonoma tenuiuncata
- Meleonoma tianmushana
- Meleonoma torophanes
- Meleonoma triacantha
- Meleonoma triangula
- Meleonoma ventrospinosa